# Lynk & Co 01
El Lynk & Co 01 es un SUV compacto de 5 puertas y es el primer modelo anunciado por la marca china Lynk & Co. El modelo ha sido desarrollado junto con Volvo, siendo ambas entidades propiedad de Geely.

## Historia
El Lynk & Co 01 anteriormente tuvo el nombre de Geely CX11. inicialmente presentado en línea en octubre de 2016, y puesto a la venta el 4 de agosto de 2017. La versión híbrida enchufable salió al mercado el 7 de julio de 2018 como el primerísimo híbrido SUV de lujo, producido por Lynk & Co. La autonomía de su recarga eléctrica alcanza los 51 kilómetros. El Lynk & Co 01 recibió el grado de 5,5 estrellas en las pruebas de choque de la C-NCAP. El valor global alcanza 60,1 puntos.
En 2016 Geely mostró una nueva marca exclusiva llamada temporalmente L Brand. La línea de productos incluye el CX11 (SUV compacto, actualmente Lynk & Co 01), CC11 (SUV crossover, actualmente Lynk & Co 02), CS11 (sedán, actualmente Lynk & Co 03) y el CH11 (hatchback). La toma de corriente alterna tiene un único diseño. Este modelo de coche cuenta con una pantalla multifunción de 10,2 pulgadas (25,91 cm). Uno de los modelos de preserie cuenta con tracción total conectable. El sistema reconocedor de voz es capaz de participar en el sistema de navegación, teléfono y aire acondicionado.

## Los modelos, en detalle

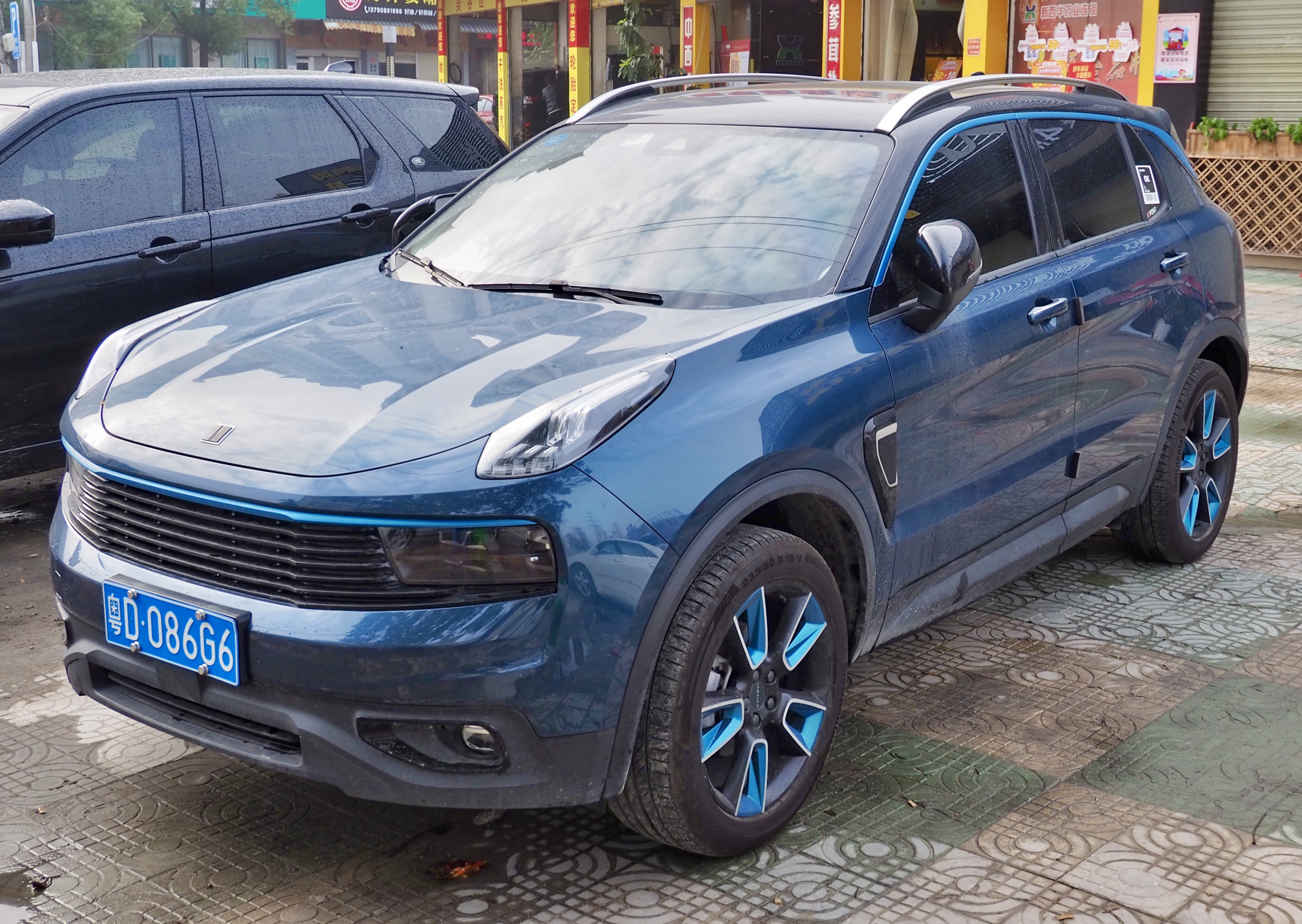
Versión de producción

El Lynk & Co 01 se basa en la plataforma de arquitectura compacta modular, que también lo es del Volvo XC40. El 01 compartirá muchos de sus componentes con el XC40, incluyendo su arquitectura eléctrica, motores y sistemas de seguridad.
El coche está bajo el control de una llave digital compartida, capaz de permitir a quien posee el coche, de proporcionar acceso a otros coches de Lynk & Co. El coche tiene una longitud de 453 cm, e inicialmente le impulsarán motores a gasolina de origen Volvo: de 1,5-litros y 3 cilindros o de 2,0-litros y 4 cilindros. Estos motores irán acoplados a dos posibles cajas de cambios: manual o automática de siete velocidades.
|  |  |  |

El modelo del año 2021 vino con un restilizado y con el lanzamiento a los mercados europeos, para los cuales no habrá niveles de dotación con el Lynk & Co 01, con las únicas opciones posibles de tracción y color de pintura. El equipamiento de serie para el 01 ofrecido en Europa incluye una gran pantalla táctil central, navegación por satélite, cámara, y actualizaciones para los sistemas tecnológicos a bordo.

## Ventas
Se empezó a vender en China en 2017.
Lynk & Co distribuyó los primeros vehículos en Europa en la primavera de 2021. El híbrido 01, que comparte plataforma con el Volvo XC40 ha sido el primer modelo disponible. Un tipo de membresía mediante suscripción fue también lanzado en Europa, donde no se comercializaron las variantes a gasolina, sino solamente las versiones híbridas: VHE y VHEE. Lynk & Co afirma que las versiones enchufables tienen hasta 70 kilómetros de autonomía cuando solamente las impulsa el motor eléctrico, según el WLTP. El VHEE dispone de un motor a gasolina de 132 kW y de uno eléctrico de 60 kW, resultando un consumo homologado de 1,1 litros cada 100 kilómetros para el 01 enchufable.